# Snowy Shaw
Snowy Shaw właściwie Tommie Mike Christer Helgesson (ur. 25 lipca 1968 w Göteborgu) – szwedzki wokalista, kompozytor, muzyk, multiinstrumentalista i grafik. Od 1989 do 1994 roku jako perkusista występował w duńskiej grupie muzycznej King Diamond. W 1993 roku również jako perkusista dołączył do Mercyful Fate. Snowy Shaw opuścił zespół niespełna rok później. W latach 2006–2010 wokalista formacji Therion. W 2010 roku dołączył jako basista do grupy Dimmu Borgir. W dzień po oficjalnym komunikacie opuścił Dimmu Borgir i ponownie dołączył do grupy Therion. 
Snowy Shaw współpracował ponadto z takimi grupami muzycznymi jak: Sabaton, Notre Dame, IllWill, Memento Mori, Dream Evil oraz Eyes of Noctum. Muzyk gra na perkusji firmy Tama i talerzach Istanbul Mehmet. Jako basista posługiwał się instrumentem firmy Gibson model EB, który został skradziony w 2009 roku w Göteborgu. 
W 2009 roku założył wytwórnię muzyczną pod nazwą Snowy Shaw Productions. Tego samego roku założył firmę designerską TrailerMade Production. 

## Dyskografia
| Notre Dame - Coming Soon to a Théatre Near you!!! (1998) - Le Théâtre du Vampire (1999) - Nightmare Before Christmas (1999) - Abattoir, Abatoir du Noir (2000) - Coming Soon to a Theatre Near You, The 2nd (2002) - Demi Monde Bizarros (2004) - Creepshow Freakshow Peepshow (2005) Dream Evil - Dragonslayer (2002) - Evilized (2003) - Children of the Night (EP, 2003) - The Book of Heavy Metal (2004) Therion - Gothic Kabbalah (2007) - Live Gothic (2008) - Sitra Ahra (2010) Âurorüm Shadows - Crimson Lights of Twilight (2008) |  | Mercyful Fate - In the Shadows (1993) - Time (1994) Dimmu Borgir - Abrahadabra (2010) Snowy Shaw - Snowy Shaw Is Alive! (2011) - The Liveshow: 25 Years of Madness in the Name of Metal (2014) - Live in hell! (2015) - White Is The New Black (2018) Loud 'N' Nasty - No One Rocks Like You (2007) King Diamond - The Eye (1990) Memento Mori - Rhymes of Lunacy (1993) - Life, Death, and Other Morbid Tales (1994) Kompilacje różnych wykonawców - Czarne zastępy – W hołdzie Kat (1998) |